# ستيفن هندرسون (صحفي)
ستيفن هندرسون (بالإنجليزية: Stephen Henderson) هو صحفي أمريكي، ولد في 23 نوفمبر 1970.